# Sławomir Szwedowski

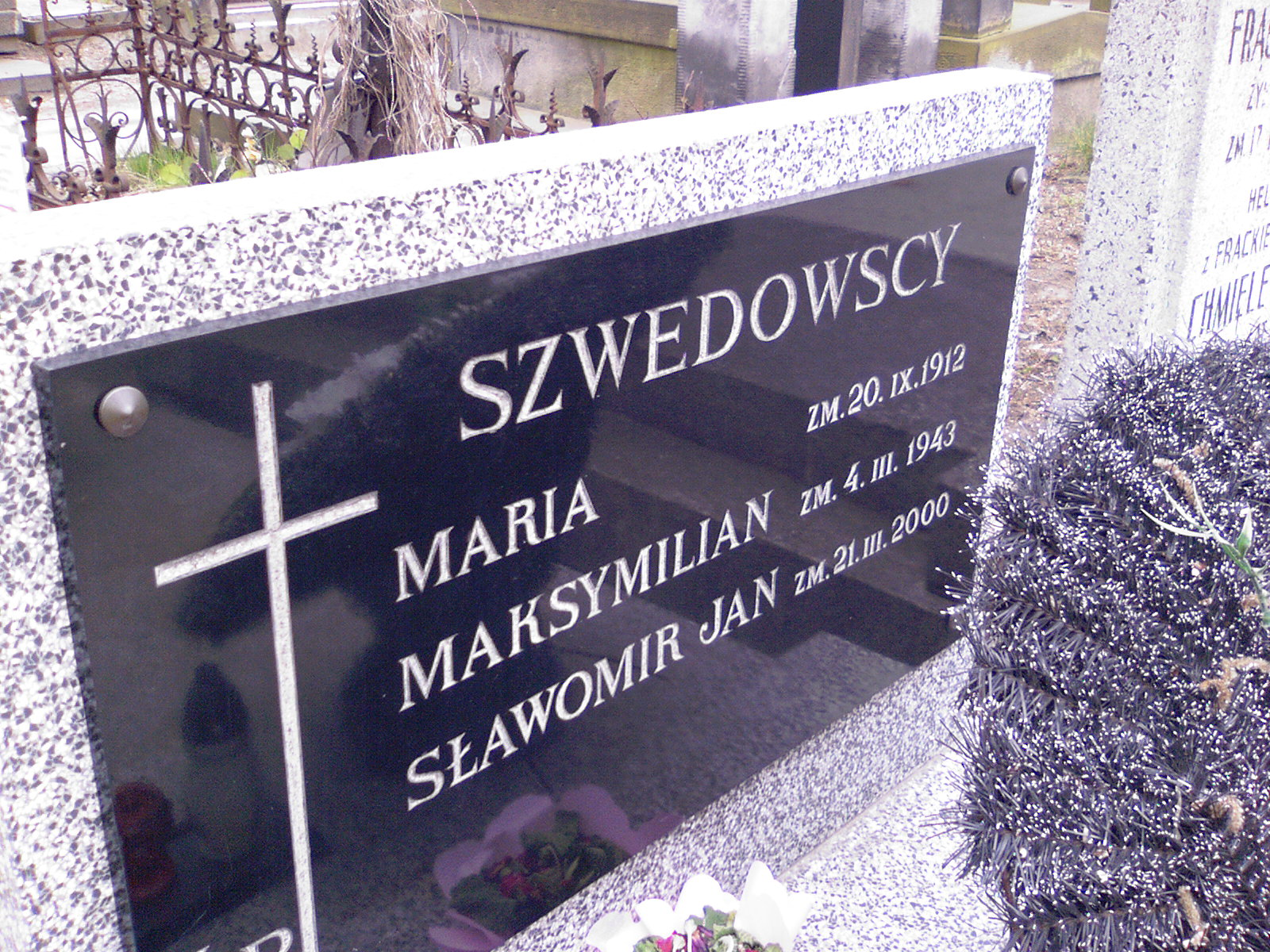
Szwedowscy (cmentarz Powązkowski)

Sławomir Jan Szwedowski (ur. 18 kwietnia 1929, zm. 21 marca 2000) — polski ekonomista, prof. zw. dr hab Instytutu Nauk Ekonomicznych PAN.
Ukończył w 1954 Szkołę Główną Planowania i Statystyki. Tytuł profesora nauk ekonomicznych uzyskał w 1988. Do 1990 roku dyrektor do spraw finansowych Instytutu Nauk Ekonomicznych PAN (dyrektorem naczelnym był prof. zw. dr hab. Józef Pajestka (1981–1990) i prof. dr hab. Cezary Józefiak (1990–1993)). W latach 1994–1997 był dyrektorem do spraw naukowych (dyrektorem był wówczas prof. dr hab. Marek Belka).
Ponadto był członkiem Rady Naukowej Instytutu Nauk Ekonomicznych PAN.
Pochowany w Warszawie na cmentarzu Powązkowskim (kw.261-6-30). 

## Prace naukowe
- Analiza ekonomiczna postępu technicznego, Warszawa, PTE, 1971, 1974
- Efektywność postępu naukowo-technicznego: metody oceny, Warszawa, PWN, 1976
- Metody oceny ekonomicznej efektywności postępu naukowo-technicznego w niektórych krajach socjalistycznych oprac. Bolesław Filipiak, Sławomir Szwedowski; CINTE OIC, Warszawa, 1981
- Polityka i ekonomika postępu naukowo-technicznego, Warszawa, Państw. Wydaw. Ekonomiczne, 1986
- Problemy postępu technicznego, Katowice, Polskie Towarzystwo Ekonomiczne, Dyrekcja Szkolenia Ekonomicznego, 1976
- Rola rachunku ekonomicznego w integrowaniu działań w cyklu nauka - produkcja (referat na konferencję Pozatechniczne uwarunkowania procesów innowacyjnych), Towarzystwo Naukowe Organizacji i Kierownictwa, Oddział w Łodzi
- Racjonalność i skuteczność mechanizmów sterowania postępem naukowo-technicznym, red. nauk. Szwedowski Sławomir, Wrocław, Zakł. Nar. im. Ossolińskich, 1991
- Zastosowanie rachunku macierzowego do badania ekonomicznej efektywności procesów technologicznych : na przykładzie metalurgii żelaza i stali. Ministerstwo Przemysłu Ciężkiego. Warszawa: Instytut Organizacji Przemysłu Maszynowego, 1967. UKD 669:338:512.

Publikował m.in. w czasopismach Gospodarka Polski; Studia Ekonomiczne, Gospodarka Planowa, Ekonomista
- Agregatowe wskaźniki oceny społeczno-ekonomicznej efektywności postępu technicznego

Gospodarka planowa: miesięcznik poświęcony problemom planowania i rozwoju gospodarki narodowej / Instytut Gospodarki Narodowej. - Warszawa : Państwowe Wydawnictwa Ekonomiczne, ISSN 0017-2421, 1975, 2, S. 76-82
- Niektóre problemy planowania drobnej wytwórczości - Some planning problems of small industry

Gospodarka planowa, ISSN 0017-2421, (1960), 
- Programowanie i ocena ekonomicznej efektywności innowacji Ekonomika i organizacja pracy, ISSN 0013-3043, Bd. 24 (1973),
- Niektóre metody oceny czynników wzrostu produkcji; Ekonomista, ISSN 0013-3205 (1974)

Książki Sławomira Szwedowskiego można znaleźć między innymi w Bibliotece Kongresu USA, w Szwedzkim Katalogu Narodowym, Katalogu uniwersytetu w Karlsruhe.